# العلاقات اليابانية النيجيرية
العلاقات اليابانية النيجيرية هي العلاقات الثنائية التي تجمع بين اليابان ونيجيريا.

## مقارنة بين البلدين
هذه مقارنة عامة ومرجعية للدولتين:
| وجه المقارنة                                              | اليابان         | نيجيريا                     |
| --------------------------------------------------------- | --------------- | --------------------------- |
| المساحة (كم2)                                             | 377.97 ألف      | 923.77 ألف                  |
| عدد السكان (نسمة)                                         | 126.79 مليون    | 190.89 مليون                |
| الكثافة السكانية (ن./كم²)                                 | 335.45          | 206.64                      |
| العاصمة                                                   | طوكيو           | أبوجا، لاغوس                |
| اللغة الرسمية                                             | اللغة اليابانية | لغة إنجليزية، اللغة اليوربا |
| العملة                                                    | ين ياباني       | نيرة نيجيرية                |
| الناتج المحلي الإجمالي (بليون دولار)                      | 4.87 تريليون    | 375.77 مليار                |
| الناتج المحلي الإجمالي (تعادل القوة الشرائية) بليون دولار | 5.18 تريليون    | 1.09 تريليون                |
| الناتج المحلي الإجمالي الاسمي للفرد دولار أمريكي          | 34.52 ألف       | 2.64 ألف                    |
| الناتج المحلي الإجمالي للفرد دولار أمريكي                 | 36.62 ألف       | 5.91 ألف                    |
| مؤشر التنمية البشرية                                      | 0.903           | 0.514                       |
| رمز المكالمات الدولي                                      | +81             | +234                        |
| رمز الإنترنت                                              | .jp             | .ng                         |
| المنطقة الزمنية                                           | توقيت اليابان   | ت ع م+01:00                 |

## مدن متوأمة
في ما يلي قائمة باتفاقيات التوأمة بين مدن يابانية ونيجيرية:
- ترتبط فوكوكا مع لاغوس باتفاقية توأمة منذ 8 فبراير 2006.

## منظمات دولية مشتركة
يشترك البلدان في عضوية مجموعة من المنظمات الدولية، منها:
| علم المنظمة | اسم المنظمة                               | تاريخ انضمام اليابان | تاريخ انضمام نيجيريا |
| ----------- | ----------------------------------------- | -------------------- | -------------------- |
|             | مؤسسة التنمية الدولية                     | 27 ديسمبر 1960       | 14 نوفمبر 1961       |
|             | الأمم المتحدة                             | 18 ديسمبر 1956       | 7 أكتوبر 1960        |
|             | منظمة التجارة العالمية                    | ?                    | ?                    |
|             | منظمة الشرطة الجنائية الدولية             | ?                    | ?                    |
|             | المركز الدولي لتسوية المنازعات الاستشارية | 16 سبتمبر 1967       | 14 أكتوبر 1966       |
|             | الاتحاد الدولي للاتصالات                  | 29 يناير 1879        | 11 أبريل 1961        |
|             | الفريق المعني برصد الأرض                  | ?                    | ?                    |
|             | البنك الدولي للإنشاء والتعمير             | 13 أغسطس 1952        | 30 مارس 1961         |
|             | المنظمة الهيدروغرافية الدولية             | ?                    | ?                    |
|             | الاتحاد البريدي العالمي                   | ?                    | ?                    |
|             | منظمة حظر الأسلحة الكيميائية              | ?                    | ?                    |
|             | مؤسسة التمويل الدولية                     | 20 يوليو 1956        | 30 مارس 1961         |
|             | البنك الإفريقي للتنمية                    | ?                    | ?                    |
|             | وكالة ضمان الاستثمار متعدد الأطراف        | 12 أبريل 1988        | 12 أبريل 1988        |
|             | يونسكو                                    | 2 يوليو 1951         | 14 نوفمبر 1960       |

## أعلام
هذه قائمة لبعض الشخصيات التي تربطها علاقات بالبلدين:
- آدو أوناإو (لاعب كرة قدم ياباني، 8 نوفمبر 1995[19] – )
- أوسامو هنري كابا (لاعب كرة قدم ياباني، 23 يونيو 1998[20] – )

## وصلات خارجية
- موقع وزارة الخارجية اليابانية
- موقع وزارة الخارجية النيجيرية